# 黒木龍世
黒木 龍世（くろき りゅうせい、1988年6月7日 - ）は、日本の俳優。神奈川県出身

## 人物
- 身長178 cm。スリーサイズB86、W65、H89。靴のサイズ27.5 cm。
- 趣味は健康オタク、ヨガ、日舞、新舞踊。
- 特技はネパール語、英語、サッカー(GBNリーグ8位)、剣道。

## 出演

### テレビ
- 欽ちゃんのニッポン元気化計画（2012年1月 - 10月、三重テレビ,他）
- チェックタイム（2013年2月7日、2013年2月14日、TOKYO MX・三重テレビ）
- 記憶力UPゲーム シーホースパワー！（2016年7月2日、NHK）
- 林先生の初耳学「市川猿之助がコロナ禍で若者たちに伝えたい授業！」（2020年9月27日、MBS）

### テレビドラマ
- ファミリーヒストリー 「北の大地、女たちが下した決断 〜水野美紀 編〜」（2013年1月14日、NHK） - 沢井正 役
- ファミリーヒストリー 「名門の宿命に屈しない覚悟 〜中村獅童 編〜」（2013年10月18日、NHK） - 中村錦之助 役
- お助け屋☆陣八 第10話（2013年3月14日、読売テレビ）
- SHARK 第4話（2014年2月2日、日本テレビ）
- 守護神・ボディーガード 進藤輝3（2014年6月9日、TBS）
- 黒服物語 第1話（2014年10月24日、テレビ朝日） - 久積 役
- 水曜ミステリー9 夏樹静子サスペンス　逆転弁護士ヤブハラ 証言拒否（2015年2月18日、テレビ東京）
- 遺産争族（2015年10月22日 - 12月17日、テレビ朝日） - 河村メモリアル社員 役
- ドラマスペシャル 家政婦は見た!（2015年、テレビ朝日）
- Netflixオリジナルドラマ「火花」第2話（2016年6月、Netflix）
- 毒島ゆり子のせきらら日記（2016年4月20日 - 6月22日、TBS） - 共和新聞記者 黒木 役
- 死幣-DEATH CASH- 第2話（2016年7月21日、TBS） - ハンマー投げ選手 役
- テレビ東京 六本木3丁目移転プロジェクト 宮部みゆきサスペンス「模倣犯」（2016年9月22日、テレビ東京）
- コック警部の晩餐会 第1話（2016年10月20日、TBS）
- 逃げるは恥だが役に立つ（2016年10月11日 - 12月20日、TBS） - 池田信一 役
- リーガルV〜元弁護士・小鳥遊翔子〜 第3話（2018年10月25日、テレビ朝日） - カップル 役
- 下町ロケット 新春ドラマ特別編(2019年1月2日、TBS） - リポーター 役
- ドクターX〜外科医・大門未知子〜 第4話（2019年11月7日、テレビ朝日）- 記者 役
- 病室で念仏を唱えないでください 第1話、第3話（2020年1月17日、1月31日、TBS） - 心臓血管外科医 役
- 刑事7人 第6シリーズ 第8話（2020年9月23日、テレビ朝日） - 傍聴人 役
- ナンバMG5 第3話（2022年5月4日、フジテレビ）- 警察官 役

### 映画
- 乱暴者の世界（中田圭 監督）（2010年10月9日公開）
- ともだちいらない（岡元雄作 監督）（2017年11月13日公開）

### 舞台
- 渋谷・コクーン歌舞伎 第十一弾『佐倉義民傳』（演出：串田和美、脚本：鈴木哲也、出演：中村勘三郎、中村扇雀、中村橋之助、坂東彌十郎、中村七之助、片岡亀蔵、笹野高史、ほか）（2010年6月、Bunkamura シアターコクーン、主催：松竹）
- 信州まつもと大歌舞伎 平成中村座　佐倉義民傳（さくらぎみんでん）（演出：串田和美、脚本：鈴木哲也、出演：中村勘三郎、中村扇雀、中村橋之助、坂東彌十郎、中村七之助、片岡亀蔵、笹野高史、ほか）（2010年7月、まつもと市民芸術館、主催：まつもと歌舞伎実行委員会）
- 劇団DOGADOGA+（plus）「偽作 不思議の国でアリんス」（作・演出：望月六郎）（2010年9月- 2010年10月）
- ミュージカルファンタジー「真夏の夜の夢」LOVE 2011
- 「ゴミスイッチ〜わたしと世界をつないだひとつのバッグの物語〜」
- 「カガクするココロ」 （脚本：平田オリザ（青年団主宰）、演出：松井周（サンプル主宰）)(2012年3月)
- ソラリネ。＃02「Book Gallery Cafe-グリムの森-」(2012年4月)
- 翠組 第2回公演「放課後サマージャム」(2012年6月)
- 翠組 第3回公演「ライト・リライト」(2012年8月)
- 「飯田家の最期」(2012年10月)
- 翠組 第4回公演「ぼうずキッチン」(2012年12月)
- 劇団なんでやねん「ちゃんちゃんちゃんこ鍋」(2013年5月)
- 疾駆猿「MIDNIGHT DREAM 異聞蒐」(2013年6月)
- 神田時来組「龍馬が翔ぶ」（2013年7月）
- amipro「覇権DO!!」(2014年5月)
- 「グリニッジの天秤」(2016年10月)
- 朗読劇 旅猫リポート（2017年1月25日 - 29日、博品館劇場）
- スペースノットブランク「緑のカラー」（2018年2月8日 - 11日）
- 劇想からまわりえっちゃん「尊厳の仕草は弔いの朝に」（2018年3月14日 - 18日）
- Pityman「みどりの山」（2020年10月2日 - 11日）

### CM
- GEORGIA「エメマンバトル」（2010年）
- JAバンク「松下奈緒はまだ知らない」（2011年）
- ダンロップ「タイムトラベルエナセーブ」（2011年）
- セレモニー「家族の財産」、「野球」（2013年）
- ムジコロジー 「利他的精神の大切さ」（2013年）
- イトーヨーカドー 「アウター＆ニットフェア　首都圏」（2014年）
- ポケモンカードゲームXY 拡張パック「エメラルドブレイク」（2015年）
- ユーキャン「実用ボールペン字講座」 （2016年）
- クロレッツ "スッキリジャパン"「小室哲哉 feat. スッキリ応援歌メーカー」（2016年）
- 宝くじ 社会貢献CM　「ばあちゃんと試合」（2016年）
- SOYJOY 「SOYJOY Crispy？」（2016年）
- 三菱電機　「三菱ルームエアコン　冷え過ぎないおうち」（2016年）
- 競輪 -KEIRIN- 「人生を回せ」（2016年）
- ユーキャン「変わる、きっかけ。 〜いいねほし子〜」（2017年）

### スチール・広告
- 福山雅治×キユーピーハーフ「キユーピーハーフ誕生20年 Tシャツ」（2012年）
- ヤーマン「ダンシングEMS」（2013年）
- 代々木ゼミナール「この国に、受験生がいるかぎり。」（2015年）

### 雑誌
- Ambitious vol.2（晋遊舎）

### イベント
- Cooking Boys #10 キッチン盛り上げ隊(2011年)
- 「〜8 days limited〜 小さなシェフのレストラン」 Supported by JT（2015年）